# Boney M.
Boney M. je popová a eurodisková hudební skupina, založená německým zpěvákem a hudebním producentem Frankem Farianem.

## Kariéra
Frank Farian založil Boney M. původně jako vlastní sólový projekt reprezentovaný nahrávkou Baby Do You Wanna Bump natočenou ve studiu koncem roku 1974 a vydanou počátkem r. 1975, kde vícehlasnost dosáhl pomocí technických triků. Po komerčním úspěchu singlu, jehož obě strany byly obsazeny tímto titulem, se rozhodl pro rozšíření na vícečlennou skupinu. Asi po roce proměnlivého složení se ustálila v obsazení Liz Mitchell, Marcia Barrett, Maizie Williams a Bobby Farrell; Maizie Williams a Bobby Farrell přitom působili v podstatě pouze jako tanečníci a herci při živých vystoupeních. Frank Farian účinkoval vedle managementu nadále jako studiový zpěvák mužských partů, většinou i při živých vystoupeních hraných z playbacku.
V roce 1982 B. Farrella nahradil Reggie Tsiboe. Koncem roku 1984 se Farrell vrátil, na posledním již málo úspěšném albu Eye Dance z října 1985 vystupují Boney M. jako kvintet. V roce 1986 ukončil Frank Farian činnost skupiny jako takové a věnoval se nadále jiným projektům. Později – a vlastně dodnes – vystupovali a vystupují jednotliví členové skupiny, jakož i Frank Farian sám, s použitím jména Boney M. nadále. Kvůli vyvolaným právním sporům Frankem Farianem (dnes v podstatě vyřešenými) se vyskytují některé takové projekty i s jiným pojmenováním skupiny.

## Diskografie

### Studiová alba
- Take the Heat Off Me (1976)
- Love for Sale (1977)
- Nightflight to Venus (1978)
- Oceans of Fantasy (1979)
- Boonoonoonoos (1981)
- Christmas Album (1981)
- Ten Thousand Lightyears (1984)
- Eye Dance (1985) — Boney M. featuring Bobby Farrell

### Kompilace
- The Magic of Boney M. - 20 Golden Hits (1980)
- Children of Paradise - The Greatest Hits of Boney M. - Vol. 2 (1981)
- Kalimba de Luna - 16 Happy Songs (1984) - Boney M. with Bobby Farrell
- Christmas with Boney M. (1984)
- The Best of 10 Years - 32 Superhits (1986)
- Die 20 schönsten Weihnachtslieder der Welt (1986)
- The 20 Greatest Christmas Songs (1986)
- Greatest Hits of All Times - Remix '88 (1988)
- Greatest Hits of All Times - Remix '89 - Volume II (1989)
- The Collection (1991)
- Daddy Cool - Star Collection (1991)
- Gold - 20 Super Hits (1992)
- The Most Beautiful Christmas Songs of the World (1992)
- The Greatest Hits (1993)
- More Gold - 20 Super Hits Vol. II (1993)
- Sunny (1995)
- Happy Songs (1996)
- Daddy Cool (1996)
- Painter Man (1996)
- Hit Collection (1996)
- Best In Spain (1996)
- The Best of Boney M. (1997)
- Norske Hits (1998)
- A Wonderful Christmas Time (1998)
- Christmas Party (1998)
- Ultimate (1999)
- 20th Century Hits (1999)
- 25 Jaar Na Daddy Cool (2000)
- The Ultimate Collection (2000)
- The Complete Collection (2000)
- Their Most Beautiful Ballads (2000)
- L'Essentiel (2001)
- Greatest Hits (2001)
- The Best of Boney M. - Original Hits (2001)
- The Greatest Hits (2001)
- Christmas Party (2003)
- The Magic of Boney M. (2006)
- Hit Collection (2007)
- Christmas With Boney M. (2007)
- The Collection (Boney M. Box Set) (2008)
- Rivers Of Babylon (A Best Of Collection) (2008)

### Singly
- „Baby Do You Wanna Bump“ (1975)
- „Daddy Cool"/"No Woman No Cry“ (1976)
- „Sunny“ (1976)
- „Ma Baker"/"Still I'm Sad“ (1977)
- „Belfast"/"Plantation Boy“ (1977)
- „Rivers of Babylon"/“Brown Girl in the Ring„ (double A-side) (1978)
- “Rasputin„/"Painter Man“ (1978)
- „Mary's Boy Child/Oh My Lord"/"Dancing In The Streets“ (1978)
- „Painter Man“ (1979)
- „Hooray Hooray It's A Holi-Holiday"/"Ribbons of Blue“ (1979)
- „El Lute"/"Gotta Go Home“ (1979)
- „I'm Born Again"/"Bahama Mama“ (1979)
- „I See A Boat On The River"/"My Friend Jack“ (1980)
- „Children of Paradise"/"Gadda-Da-Vida“ (1980)
- „Felicidad (Margherita)"/"Strange“ (1980)
- „Malaika / Consuela Biaz“ (1981)
- „We Kill The World (Don't Kill The World)"/"Boonoonoonoos“ (1981)
- „Little Drummer Boy"/"Boney M. On 45“ (1981)
- „The Carnival Is Over (Goodbye True Lover)“ / „Going Back West“ (1982)
- „Zion's Daughter“ (1982)
- „Jambo - Hakuna Matata (No Problems)“ (1983)
- „Somewhere In The World“ (1984)
- „Kalimba de Luna“ (1984)
- „Happy Song“ – Boney M. Feat. Bobby Farrell & The School Rebels (1985)
- „My Cherie Amor“ (1985)
- „Young Free and Single“ – Boney M. Feat. Bobby Farrell (1985)
- „Daddy Cool (Anniversary Remix)“ (1986)
- „Bang Bang Lulu“ (1986)
- „Rivers of Babylon´88“ (1988)
- „Megamix“ (1988)
- „The Summer Megamix“ (1989)
- „Malaika (Lambada Mix)“ (1989)
- „Everybody Wants To Dance Like Josephine Baker“ (1990) (withdrawn)
- „Stories“ – Boney M. Feat. Liz Mitchell (1990)
- „Boney M. Megamix“ (1992)
- „Christmas Megamix“ (1992)
- „Brown Girl in the Ring (Remix '93)“ (1993)
- „Ma Baker (Remix '93)“ (1993)
- „Papa Chico“ – Boney M. Feat. Liz Mitchell (1994)
- „Ma Baker '99“ – Boney M. vs. Horny United/Sash! (1999)
- „Daddy Cool '99“ – Boney M. 2000 featuring Mobi T. (1999)
- „Hooray! Hooray! (Caribbean Night Fever)“ – Boney M. 2000 (1999)
- „Sunny (Remix)“ – Boney M. 2000 (2000)
- „Daddy Cool 2001“ (2001)
- „Sunny“ (Mousse T. Remix) (2006)
- „Mary's Boy Child - Oh My Lord“ (2007)

### Video / DVD / VCD
- Gold – Video / VCD (in Hong Kong) (1993)
- Gold – DVD (2001 Europe)
- Greatest Hits (2001 UK)
- Special Edition (2002 South Korea)
- Special Edition EP (2003 UK)
- The Magic of Boney M. (2006)
- Fantastic Boney M. – On Stage and on the Road (2007)